# Catoptria kasyi
Catoptria kasyi là một loài bướm đêm trong họ Crambidae.